# Paul Marcinkus
Paul Casimir Marcinkus, né le 15 janvier 1922 à Cicero dans l'Illinois et mort le 20 février 2006 à Sun City en Arizona, est un archevêque catholique américain et président de la banque du Vatican, l'IOR.

## Biographie
Fils d'un immigrant lituanien laveur de carreaux, il est ordonné prêtre à Chicago en 1947. Diplômé en droit canonique à l'université grégorienne, il devient l'ami de Montini, futur Paul VI, puis part en Bolivie (en) et au Canada pour servir au secrétariat de la nonciature apostolique.
Interprète de Jean XXIII et garde du corps de Paul VI, il est consacré archevêque d'Horta en 1969 et nommé secrétaire de la curie romaine. En 1979, il aurait été victime d'une tentative d'enlèvement par les Brigades rouges. La même année, le New York Times le décrit comme un « ecclésiastique franc-tireur, sans-gêne et brusque ».
Nommé pro-président de la Commission pontificale pour l'État de la Cité du Vatican en 1981, au troisième rang derrière le pape et le secrétaire d'État, il conserve cette fonction jusqu'en 1984.

## Scandales

### Banco Ambrosiano
En 1982, alors qu'il préside l'Institut pour les œuvres de religion (IOR), le Banco Ambrosiano fait faillite et il fait la une des journaux. La loge P2 et Roberto Calvi sont identifiés comme étant au cœur de cette grande affaire politico-financière. Il a été établi que l'IOR, à l'époque dirigé par Marcinkus, avait eu un rôle déterminant dans le krach du Banco Ambrosiano de Roberto Calvi, dans une intrigue bancaire compliquée concernant entre autres Michele Sindona et le « Maître Vénérable » de la loge P2 Licio Gelli.
Aujourd'hui, les intrigues du Banco Ambrosiano restent à éclaircir et constituent une des zones les plus obscures de la récente histoire italienne. Aussi bien Roberto Calvi que Michele Sindona furent retrouvés morts. Le premier, qui avait fui à Londres, a été retrouvé pendu le 18 juin 1982 au cœur de la ville sous le Blackfriars Bridge ; le deuxième, emprisonné pour l'homicide de Giorgio Ambrosoli, a été empoisonné à l'aide d'un café au cyanure le 20 mars 1986 et mourra deux jours plus tard. 
En 1987, Marcinkus et d'autres dirigeants de l'IOR font l'objet d'une enquête pour banqueroute frauduleuse et un mandat d'arrêt est émis par la magistrature italienne en rapport au krach du Banco Ambrosiano. Après quelques mois, la Cour de cassation et la cour constitutionnelle annulent le mandat sur la base de l'article 11 des accords du Latran qui dispose que : « Les organismes centraux de l'Église catholique sont affranchis de toute ingérence de la part de l'État italien… » (Marcinkus avait un passeport du Vatican).
Il quitte néanmoins la présidence de la banque vaticane. Revenu à l'archidiocèse de Chicago en 1990, il s'établit plus tard dans l'Arizona, où il meurt à Sun City à l'âge de quatre-vingt-quatre ans.

### Rôle présumé dans la mort deJean-PaulIer
Certains auteurs, parmi lesquels le journaliste britannique David Yallop dans son livre Au nom de Dieu, émirent l'hypothèse que Monseigneur Marcinkus ait joué un rôle avec le cardinal Villot (à l'époque Secrétaire d'État), le cardinal Cody, Licio Gelli (Loge P2), et Roberto Calvi (Banco Ambrosiano) dans la mort du pape Jean-Paul Ier, qui eut un pontificat de seulement 33 jours et avec lequel il y avait une forte hostilité sur la manière de conduire les finances vaticanes. En effet, devenu pape, Albino Luciani avait l'intention de revenir avec l'Église aux idéaux originels d'humilité et simplicité, en transformant profondément la politique financière du Vatican[non neutre].
 
Selon cette thèse, la mort du pape dans la nuit du 28 au 29 septembre 1978 aurait été causée par un empoisonnement.

Cette théorie est corroborée par les déclarations du repenti Vincenzo Calcara au juge Paolo Borsellino. Calcara parle d'un entretien avec l'entrepreneur mafieux Michele Lucchese advenu quelques jours après la tentative d'assassinat de Jean-Paul II.

Lucchese révèle à Calcara que Jean-Paul II était en train de suivre la même politique que Jean-Paul Ier qui voulait « rompre les équilibres à l'intérieur du Vatican » en redistribuant les biens de la banque vaticane, en changeant les dirigeants de l'IOR et du secrétariat d'État (Marcinkus et Villot).

La thèse de David Yallop a été fortement réfutée par l'historien John Cornwell qui, au terme de son enquête (Comme un voleur dans la nuit) conclut que Jean-Paul Ier est mort écrasé par l'ampleur d'une tâche à laquelle il n'était pas préparé et pour laquelle la Curie n'a pas songé à l'assister comme elle aurait dû.
Le fait qu'Albino Luciani, élu depuis trente-trois jours seulement, meurt alors qu'il enquêtait sur la banque du Vatican, et prévoyait de remplacer de nombreux postes importants au Vatican, est troublant.
Un autre fait troublant est que le Pape avait été ausculté la veille et jugé en bonne santé, ou encore que le corps n'a pas été autopsié, et que la cause de sa mort n'a donc pas pu être pleinement déterminée.

### Rôle présumé dans l'enlèvement de Emanuela Orlandi
Le 22 juin 1983, Emanuela Orlandi, fille d'un fonctionnaire du Vatican et citoyenne vaticane, est enlevée.
En juin 2008, Sabrina Minardi, témoin lors du procès contre la Banda della Magliana, ex-compagne du chef de bande Enrico De Pedis, a déclaré qu'Emanuela Orlandi aurait été enlevée sur ordre de Marcinkus et tuée par l'organisation criminelle de De Pedis. Celui-ci, qui était en contact avec Marcinkus à travers Roberto Calvi, aurait dit que l'enlèvement venait d'un ordre de Marcinkus, qui voulait envoyer un « message ». La publication des procès-verbaux de Sabrina Minardi à la magistrature a suscité la protestation du Vatican qui, par le Père Federico Lombardi, porte-parole du bureau de presse du Vatican déclare qu'il y a en plus de l'absence « d'humanité et de respect pour la famille Orlandi, qui ravive leur douleur », des « allégations scandaleuses contre l'archevêque Marcinkus, mort depuis longtemps et incapable de se défendre »

## Citation
« You can't run the Church on Hail Marys », The Observer, 25 mai 1986.
Notons que cette citation a été contestée par Monseigneur Marcinkus lui-même.